# Unionsgewährleistungsmarke
Unionsgewährleistungsmarken sind Marken auf EU-Ebene. Mit dem Markenreformpaket vom Januar 2016 des jetzigen Amtes der Europäischen Union für Geistiges Eigentum (EUIPO) begann die Einführung von Unionsgewährleistungsmarken. Seit dem 1. Oktober 2017 ist die neue EU-Markenverordnung in Kraft.
Unionsgewährleistungsmarken besagen, dass die Waren und Dienstleistungen unter einer Marke einen bestimmten Qualitätsstandard erfüllen, der in der Satzung der Gewährleistungsmarke festgelegt ist und deren Einhaltung von einem Dritten – z. B. einem Verband, der die Erlaubnis zur Verwendung erteilt – kontrolliert wird.
Voraussetzung für das Eintragen einer Gewährleistungsmarke ist, dass der Anmelder innerhalb von zwei Monaten nach dem Anmeldetag eine Satzung der Gewährleistungsmarke vorlegt.